# علم اجتماع العلاقات الإثنية والعرقية

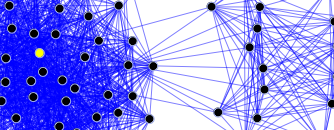

علم اجتماع العلاقات الإثنية والعرقية هو دراسة العلاقات الاقتصادية والسياسية والاجتماعية بين المجموعات الإثنية والعرقية في كل مستويات المجتمع. يشمل هذا المجال دراسة النظام العنصري، مثل التمييز العنصري على السكّان والعمليات الاجتماعية المعقدة الأخرى بين مختلف المجموعات الإثنية والعرقية.
تتفاعل التحليلات الاجتماعية للمجموعات الإثنية والعرقية مع النظرية ما بعد الاستعمارية ومع مجالاتٍ أخرى من علم الاجتماع مثل التدرج وعلم النفس الاجتماعي. على مستوى الممارسة السياسية، تُناقش العلاقات الإثنية من ناحية الاستيعاب والتنوّع الثقافي. تشكّل مناهضة العنصرية أسلوبًا آخرًا للممارسة، والذي انتشر بشكلٍ خاصٍّ في ستينيات وسبعينيات القرن العشرين. يتناول البحث الأكاديمي العلاقات الإثنية سواء من خلال تجارب المجموعات الإثنية العرقية المستقلّة أو من خلال المسائل النظرية الشاملة أيضًا.

## الباحثون النظريون الكلاسيكيون

### دبليو.إي.بي دو بويز
يُعرف جيّدًا كواحد من أكثر المثقّفين والناشطين السود المؤثّرين في القرن العشرين. ثقّف دو بويز نفسه عن شعبه، وسعى أكاديميًا كطريقةٍ ليوضح للآخرين الظلم الاجتماعي ضد شعبه. أظهر دو بويز في بحثه ذوي البشرة السوداء كدليلٍ، لا كسبب، كمجموعةٍ مكافحةٍ ومضطربةٍ، ليسوا بكسولين ومجرمين عليلي الجسم، وهو تطور تاريخيّ طويل، وليس بحادثةٍ عابرةٍ. اعتقد دو بويز بأنه يجب على الأميركيين السود اعتناق التعليم العالي واستخدام إمكانياتهم الجديدة بالدخول إلى التعليم المدرسي للوصول إلى مكانةٍ رفيعةٍ في المجتمع. أشار إلى هذه الفكرة بشكلٍ مشابهٍ لذا تالنتد تينث. ومع زيادة شعبيته، وعظ السود بمعتقده بوجوب حريتهم في بعض الأماكن، يجب أن ينالوا حريتهم في كلّ مكان. بعد سفره إلى أفريقيا وروسيا، تراجع عن فلسفته الأصلية عن الاندماج واعترف بأنها رؤية طويلة الأمد.

### ماركس
وصف ماركس المجتمع بامتلاكه تسع طبقاتٍ كبيرة، طبقة المستثمرين الرأسماليين وطبقة العاملين، مع الطبقات المتوسّطة الواقعة خلف الأولى أو أخرى. تمنّى للطبقة العاملة أن ترتفع ضد طبقة المستثمرين الرأسماليين بمحاولة لإيقاف استغلال الطبقة العاملة. لام جزءًا من فشلهم في تنظيم طبقة المستثمرين الرأسماليين، إذ فصلوا بين الكادحين السود والبيض. ساهم هذا الفصل خاصّةً بين السود والبيض في أمريكا بوجود العنصرية. يعزو مارك مساهمة الرأسمالية بالعنصرية من خلال أسواق العمل المقسمة وعدم التكافؤ العنصري في الكسب.

### بوكر تي واشنطن
يُعدّ واحدًا من أكثر المثقفين السود تأثيرًا في القرنين التاسع عشر والعشرين. وُلد في عام 1856 كعبد في فيرجينيا، في نهاية عصر العبودية. وبمجرّد انتهاء العبودية، استُبدلت بنظام المزارعة في الجنوب الذي أدى إلى مديونية السود. ومع ازدياد التمييز في التعامل في الجنوب بعد نهاية عصر إعادة البناء، شعر واشنطن أن مفتاح تحسين الراحة في أمريكا هو التعليم وتطوير الرفاهية الاقتصادية الشخصية، لا من خلال التقدم السياسي. ولذلك، أنشأ في عام 1881 معهد توسكيجي، أو جامعة توسكيجي اليوم، بغية توفير تعليمٍ للأفرد يساعدهم في إيجاد وظيفةٍ في القطاع الصناعي النامي. ومن خلال تركيزه على تعليم السود، زاد التقدم السياسي، حصل على دعمٍ ماليٍّ من البيض لأسبابه. ولاحق بشكلٍ سرّيٍّ التحدّيات القانونية بشأن التمييز العرقي والتجريد من الحقوق المدنية خاصة حق التصويت للسود.

### ويبّر
وضع أساسيات علم الاجتماع الجزئي للعلاقات الإثنية منذ عام 1906. أيّد ويبّر أن الصفات البيولوجية لا يمكن أن تكون أساسًا لتأسيس المجموعة ما لم تُعتبر بمثابة صفاتٍ مشتركةٍ. كان لهذا الانطباع المشترك والتقاليد المشتركة دورًا في إنشاء وتميّز مجموعة عرقية عن أخرى. واختلف بهذا عن وجهات نظر العديد من معاصريه الذين اعتقدوا أن المجموعات الإثنية تشكّلت من التشابهات البيولوجية لوحدها بعيدًا عن الانطباعات الاجتماعية المشتركة في المجموعة.

## النظريات الحديثة

### إدواردو بونيلّا سيلفا
هو حاليًا بروفيسور علم اجتماع في جامعة ديوك ورئيس جمعية علم الاجتماع الأمريكي في عام 2018. حصل على الدكتوراه في عام 1993 من جامعة ويسكونسن ماديسون حيث التقى معلّمه، البروفيسور تشارلز كامك، إذ قال عنه «آمن كامك بي وأخبرني قبل التخرّج بوجوب بقائي في الولايات لأنني سأساهم بشكلٍ كبيرٍ في علم الاجتماع الأميركي». لم يباشر بونيلّا سيلفا عمله كأستاذ علم اجتماع، لكنّه تدرّب في البداية على تحليل الطبقات، وعلم الاجتماع السياسي، وعلم اجتماع التطوّر (العولمة). واستمرّ هذا حتى نهاية ثمانينيات القرن العشرين عندما انضمّ إلى حركة طلّابية تنادي بالعدالة العرقية في جامعة ويسكونسن في بداية عمله عن الأعراق. تناول بون سيلفا في كتابه، تمييز عنصري دون عنصريين، قلّة التمييز العنصري الظاهر، والذي أشار إليه بـ «تمييز عنصري جديد»، يتنكّر «تحت عباءة الشرعية» لكي يحقّق نفس الأمور. تناول أيضًا «العنصرية عمياء اللون»، التي تحدث في الأساس عندما يتجاوز الناس على أساس أننا حققنا المساواة ورفضنا التفرقة في الماضي والحاضر.

### باتريشا هيل كولينز
هي حاليًا بروفيسورة متقاعدة مشهورة في جامعة ميريلاند (كوليج بارك). حصلت على الدكتوراه في علم الاجتماع في عام 1984 من جامعة برانديز. كانت كولينز رئيسة منتخبة لجمعية علم الاجتماع الأمريكي، إذ كانت الرئيس رقم مئة وأول امرأةٍ أميركيةٍ إفريقية رئيس للمنظمة. كولينز باحثةٌ اجتماعيةٌ ركزت أعمالها وأبحاثها بشكلٍ رئيسيٍّ على الأعراق، والطبقات الاجتماعية، والميل الجنسي، والجندر. كتبت عددًا من الكتب والمقالات عن المواضيع المذكورة. ركّزت أعمال كولينز على تقاطع أشكال التمييز، من خلال النظر إلى القضايا عبر عدسات نساء من عرقياتٍ ملوّنةٍ. كتبت في أعمالها «في البداية، نحتاج إلى رؤى جديدة عن الظلم، تشمل تحليل فئات جديدة عن العرق، والطبقة، والجندر باعتبارها بنى متشابكة وبارزة إلى الآن عن الظلم».

### دينيس فيريرا دا سيلفا
هي اختصاصية علم اجتماع متدرّبة وفيلسوفة ناقدة للأعراق. وبروفيسورة ومديرة معهد العدالة الاجتماعية (معهد للعدالة الجندرية، والعرقية، والجنسية، والاجتماعية) في جامعة كولومبيا البريطانية. قبل الانضمام لجامعة كولومبيا البريطانية، كانت بروفيسورة مساعدة للدراسات الإثنية، في جامعة كاليفورنيا (سان دييغو). تتبّع البحث الاختصاصي الأساسي لها، نحو فكرة عالمية عن العرق، تاريخ التفكير الفلسفي المعاصر من ديكارت إلى هردر في محاولة لإعادة بناء العرقية كفكرة تاريخية وعلمية. يجد علم اجتماع العلاقات العرقية عند دا سيلفا أن العقل هو الموقع الرئيسي للتطوّر العرقي والثقافي الذي يظهر بشكل عالمي (ظاهريًا-مكانيًا) في السياق المعاصر.

## علم النفس الاجتماعي
أحد أهم اكتشافات علم النفس الاجتماعي بما يتعلق بالعلاقات العرقية هو أن أفراد مجموعات الصور النمطية يستوعبون هذه الصور النمطية فيعانون نتيجةً لهذا في نطاقٍ واسعٍ من النتائج الضارّة. على سبيل المثال، في ظاهرةٍ تدعى تهديد الصورة النمطية، عند تكوّن صورة نمطية حول أفرادٍ من مجموعاتٍ عرقيةٍ وإثنيةٍ بأنهم يحصلون على نتائج سيئة في الاختبارات سيؤدّي هذا إلى أداءٍ سيءٍ في الاختبارات في حال تذكّروا هذه الصورة النمطية. يكون هذا التأثير قويًا جدًّا حتى ولو بسؤالٍ بسيط لمقدمي الاختبار لذكر عرقهم قبل إجراء الاختبار (مثل الدوائر في اختبارات الخيارات المتعددة عند «الأفارقة الأمريكيين»)، ويغيّر كثيرًا في أداء الاختبار. وجدت مساهمة خاصة من علم الاجتماع في هذا الخط من الأبحاث أن العديد من الصور النمطية السلبية تنشأ على الفور: أظهرت تجربة لمايكل لوفاليا عام 1998 أن مستخدمي اليد اليسرى يمكن أن يعانوا من تهديد الصورة النمطية إذا اعتقدوا أنهم مجموعة أقل حظًا في نوع معين من الاختبارات.